# Saint-Juan
Saint-Juan település Franciaországban, Doubs megyében. Lakosainak száma 189 fő (2022. január 1.). Saint-Juan Silley-Bléfond, Adam-lès-Passavant, Aïssey, Bretigney-Notre-Dame, Orsans és Passavant községekkel határos.

## Népesség
A település népessége az elmúlt években az alábbi módon változott:
| Lakosok száma | 185  | 195  | 162  | 183  | 174  | 172  | 172  | 176  | 181  | 189  |
|               | 1968 | 1982 | 1990 | 2006 | 2013 | 2015 | 2017 | 2019 | 2020 | 2022 |